# 德林诺耶湖 (萨哈林州)
西ビロク湖（日语：／）或德林诺耶湖（俄語：Озеро Длинное）是国后岛的湖，属北海道根室振兴局或萨哈林州南库里尔斯克区，面积1.6平方公里，海拔2米，长3.5公里，宽1.7公里，平均深1.03米，最深达2.8米。有趣的是，西ビロク湖位于东ビロク湖的东边。